# Tišnja
Tišnja(mađ. Téseny) je selo u južnoj Mađarskoj.
Zauzima površinu od 12,08 km četvornih.

## Zemljopisni položaj
Nalazi se na 45° 56' 56" sjeverne zemljopisne širine i 18° 2' 56" istočne zemljopisne dužine. Bokšica je 2 km istočno, Tengarin je 2,5 km jugoistočno, Valinje (Valinjevo) je 1,5 km sjeverno, Pécsbagota je 3,5 km sjeveroistočno, Bogádmindszent je 3,5 km južno, Ózdfalu je 1,5 km jugozapadno, Kissasszonfa je 2,5 km zapadno, Magyartelek je 4 km zapadno, Gredara (mađ. Gerde) je 3 km sjeverozapadno.

## Upravna organizacija
Upravno pripada Pečuškoj mikroregiji u Baranjskoj županiji. Poštanski broj je 7834. 

## Povijest
Ljudi su naselili ovaj kraj još u starijem kamenom dobu, a našlo se nalaze i iz bronačnog doba.
1330. se ovo selo spominje kao Tesen.

## Stanovništvo
Tišnja ima 322 stanovnika (2001.). 

## Vanjske poveznice
- (mađ.) Téseny Önkormányzatának honlapja  Arhivirana inačica izvorne stranice od 29. rujna 2007. (Wayback Machine)
- Tišnja na fallingrain.com